# Dendrobium barioense
Dendrobium barioense är en orkidéart som beskrevs av Jeffrey James Wood. Dendrobium barioense ingår i släktet Dendrobium, och familjen orkidéer. Inga underarter finns listade i Catalogue of Life.